# Pseudochirulus cinereus
Pseudochirulus cinereus é uma espécie de marsupial da família Pseudocheiridae. Endêmica da Austrália.